# Denver Nuggets 2013-2014
La stagione 2013-14 dei Denver Nuggets fu la 38ª nella NBA per la franchigia.
I Denver Nuggets arrivarono quarti nella Northwest Division della Western Conference con un record di 36-46, non qualificandosi per i play-off.

## Roster
| N° | Naz.                   | Ruolo | Sportivo         | Anno | Alt. | Peso \|\| |
| -- | ---------------------- | ----- | ---------------- | ---- | ---- | --------- |
| 0  | Stati Uniti (bandiera) | G     | Aaron Brooks     | 1985 | 183  | 73        |
| 00 | Stati Uniti (bandiera) | A     | Darrell Arthur   | 1988 | 206  | 102       |
| 1  | Stati Uniti (bandiera) | A     | Jordan Hamilton  | 1990 | 201  | 99        |
| 3  | Stati Uniti (bandiera) | G     | Ty Lawson        | 1987 | 180  | 88        |
| 4  | Stati Uniti (bandiera) | G     | Randy Foye       | 1983 | 193  | 95        |
| 7  | Stati Uniti (bandiera) | A     | J.J. Hickson     | 1988 | 206  | 110       |
| 10 | Stati Uniti (bandiera) | G     | Nate Robinson    | 1984 | 175  | 82        |
| 15 | Stati Uniti (bandiera) | A     | Anthony Randolph | 1989 | 211  | 102       |
| 21 | Stati Uniti (bandiera) | A     | Wilson Chandler  | 1987 | 203  | 102       |
| 24 | Stati Uniti (bandiera) | G     | Andre Miller     | 1976 | 188  | 91        |
| 24 | Rep. Ceca (bandiera)   | A     | Jan Veselý       | 1990 | 211  | 109       |
| 25 | Russia (bandiera)      | C     | Timofej Mozgov   | 1986 | 216  | 113       |
| 30 | Stati Uniti (bandiera) | A     | Quincy Miller    | 1992 | 208  | 99        |
| 34 | Stati Uniti (bandiera) | C     | JaVale McGee     | 1988 | 213  | 114       |
| 35 | Stati Uniti (bandiera) | A     | Kenneth Faried   | 1989 | 203  | 103       |
| 94 | Francia (bandiera)     | G     | Evan Fournier    | 1992 | 201  | 93        |

## Staff tecnico
- Allenatore: Brian Shaw
- Vice-allenatori: Lester Conner, Melvin Hunt, Patrick Mutombo
- Vice-allenatore per lo sviluppo dei giocatori: Chris Farr
- Preparatore fisico: Steve Hess
- Preparatore atletico: Jim Gillen